# Länsman, Dalarna
För andra betydelser, se Länsman (olika betydelser).
Länsman är en sjö i Säters kommun i Dalarna och ingår i Dalälvens huvudavrinningsområde.